# Composeur prédictif
Pour l’article homonyme, voir composeur.
Un composeur prédictif (predictive dialer en anglais) est un système informatique utilisé dans les centres d'appels. Le composeur prédictif compose automatiquement des numéros de téléphone pour identifier des lignes téléphoniques pour lesquelles il y a une réponse humaine (par opposition à un fax ou une messagerie vocale) et il assigne ensuite ces lignes à des agents.
Le système s'appuie sur un calcul de temps de communication moyen et de temps d'attente moyen avant décrochage pour déterminer le nombre d'appels à lancer en tâche de fond pour être sûr que le téléacteur (l'appelant) aura de suite un nouvel interlocuteur.
L'appelé, de son côté, pourra être mis en attente.
Au niveau de l'infrastructure téléphonique, il faut prévoir beaucoup plus de lignes téléphoniques que de lignes nécessaires aux conversations effectives.